# James W. Skotchdopole
James W. Skotchdopole ist ein US-amerikanischer Filmproduzent und assistierender Filmregisseur. 2015 gewann er für Birdman oder (Die unverhoffte Macht der Ahnungslosigkeit) (2014) den Oscar in der Kategorie Bester Film.
In den Jahren 1983 und 1984 war Skotchdopole zunächst als Produktionsassistent tätig, bis Mitte der 1990er Jahre dann als Regieassistent. Ab 1990 kamen Tätigkeiten in verschiedenen Produktionsbereichen hinzu. Seit 1994 war er an einer Reihe von Filmen als Ausführender Produzent beteiligt. Ab dem Jahr 2000 folgten auch erste Projekte als eigenständiger Produzent.